# Lyudmila Kasatkina
Lyudmila Ivanovna Kasatkina (en ruso, Людмила Ивановна Касаткина; Vyazma, Smolensk, 15 de mayo de 1925  –  Moscú, 22 de febrero de 2012) fue un actriz soviética, que fue la protagonistas de parte de las películas dirigidas por su marido Sergey Kolosov.

## Biografía
Kasatkina fue a escuelas de ballet. Después de romperse una pierna a los 14 años, renunció a su sueño de incorporarse al Instituto ruso de arte teatral. A su vez, se incorporó al grupo del Teatro del Ejército Ruso en 1947 donde trabajaría el resto de su vida. Su primer papel cinematográfico fue el de domador de tigres en Ukrotitelnitsa tigrov (1955) donde fue doblada por Margarita Nazarova, una entrenadora profesional de tigres. Apareció en adaptaciones como Ukroshchenie stroptivoy (1961) y Dushechka (1966, después Chekhov).
Kasatkina fue nombrada con el premio Artista del Pueblo de la URSS en 1975 y el de la Orden al Mérito por la Patria de segunda clase en 2010. Murió en Moscú diez días después de la muerte de su marido, Sergey Kolosov. La pareja fue enterrada en el Cementerio Novodevichy.